# Kościół św. Franciszka z Asyżu w Pradze
Kościół świętego Franciszka z Asyżu w Pradze, zwany też kościołem świętego Franciszka Serafickiego (czes. kostel sv. Frantiska Serafinského) – zabytkowy kościół w stylu barokowym, zamykający od północy plac Krzyżowców na praskim Starym Mieście przy moście Karola.

## Historia
Kościół został wzniesiony w latach 1679-1689. Budową kościoła kierowali włoscy budowniczowie Gaudenzio Casanova i, po jego śmierci, Domenico Canevalle. Autorem projektu był francuski architekt Jan Baptista Mathey. Kościół powstał na fundamentach wcześniej tu istniejącego gotyckiego kościoła pod wezwaniem świętego Ducha, a inauguracji dokonał arcybiskup praski Jan Bedřich z Valdštejna w 1688, nadając mu za patrona świętego Franciszka z Asyżu zwanego Serafińskim. 

## Wystrój
Fasada kościoła zdobią rzeźby w niszach, przedstawiające patronów Czech (po lewej św. Agnieszkę, św. Wita i św. Franciszka z Asyżu, po prawej św. Wacława i św. Ludmiłę), dzieła Mateusza Wacława Jäckla z 1717. W attyce znajdują się kopie rzeźb aniołów (z środkowym aniołem trzymającym w rękach krzyż) tego samego autora. Kopuła kościoła w stylu włoskim była pierwszą tego rodzaju kopułą w Czechach. Zdobi ją od wewnątrz fresk Sąd Ostateczny, wykonany w latach 1722-1723 przez Wacława Wawrzyńca Reinera. W ołtarzu głównym autorstwa Josefa Dobnera znajduje się obraz Stygmatyzacja św. Franciszka namalowany przez Jana Krzysztofa Liszkę w 1701. Oprócz wymienionych nad wystrojem świątyni pracowali również tacy rzeźbiarze i malarze, jak: Jeremiasz Süssner, Konrad Max Süssner, Michael Leopold Willmann, Jan Antonin Quittainer czy Jan Oldřich Mayer. 
Z kościołem sąsiadują budynki konwentu zakonu Krzyżowców z Czerwoną Gwiazdą. Kościół świętego Franciszka jest główną świątynią tego zgromadzenia.

## Galeria

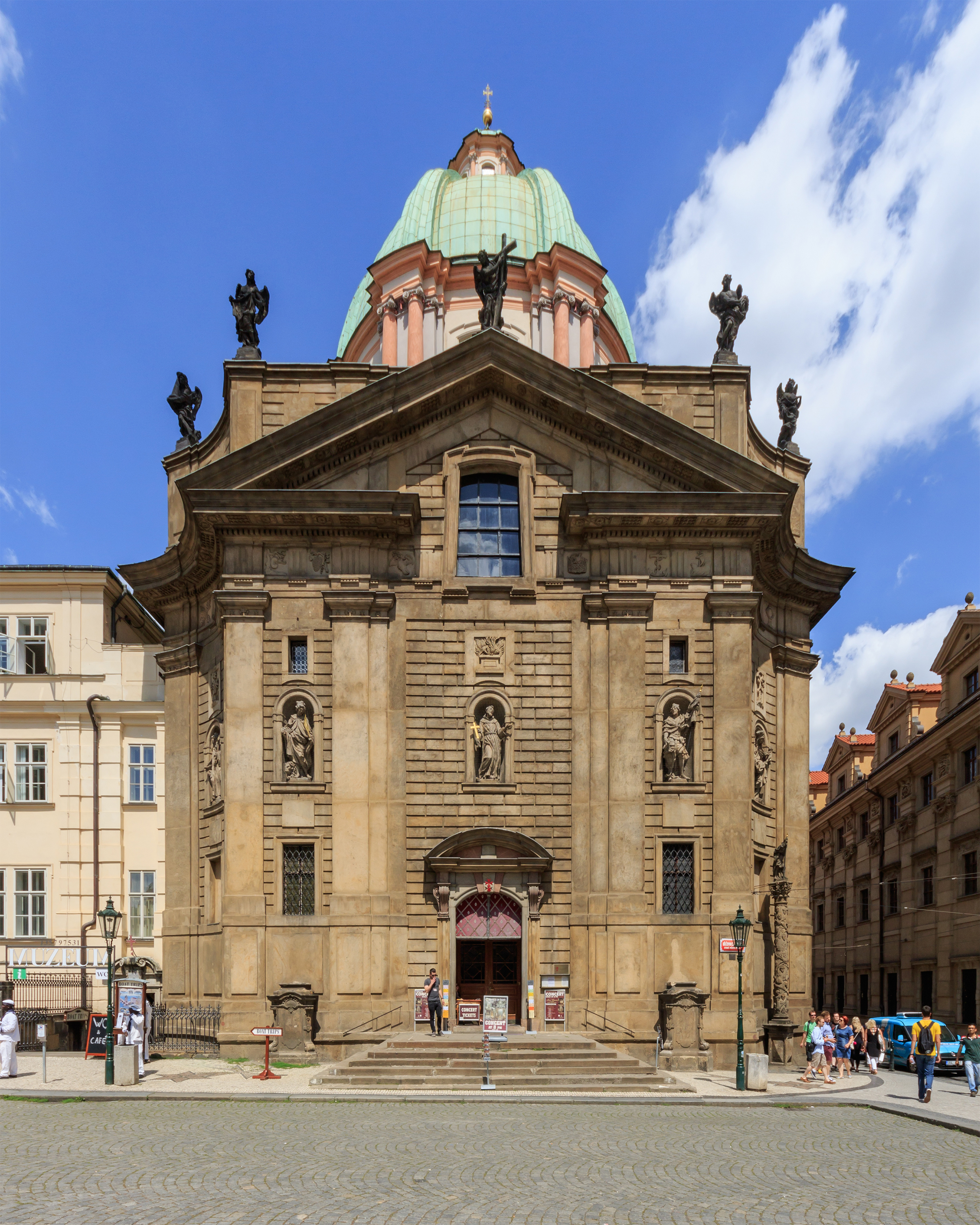
Fasada kościoła
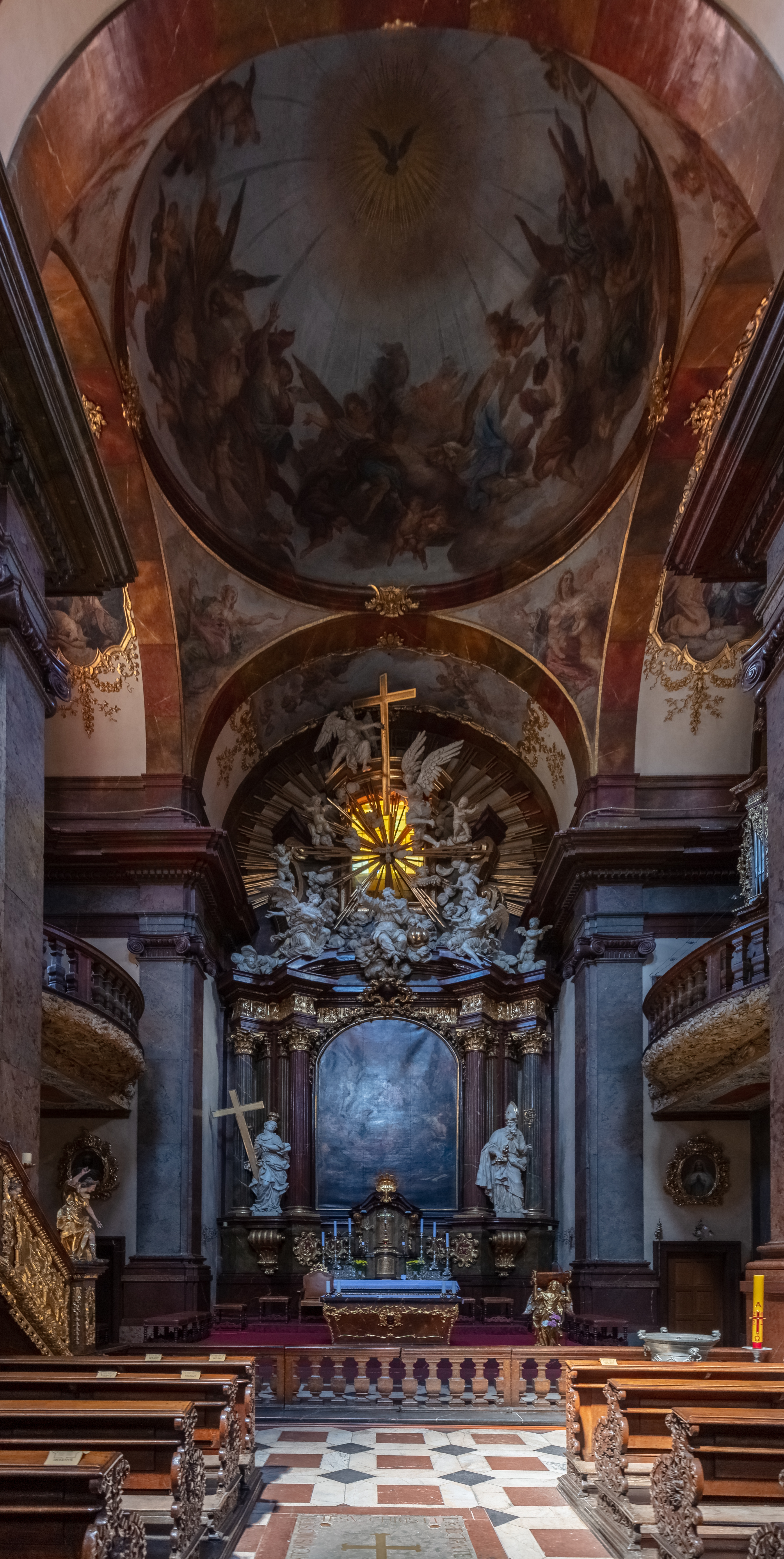
Ołtarz główny z obrazem Stygmatyzacja św. Franciszka
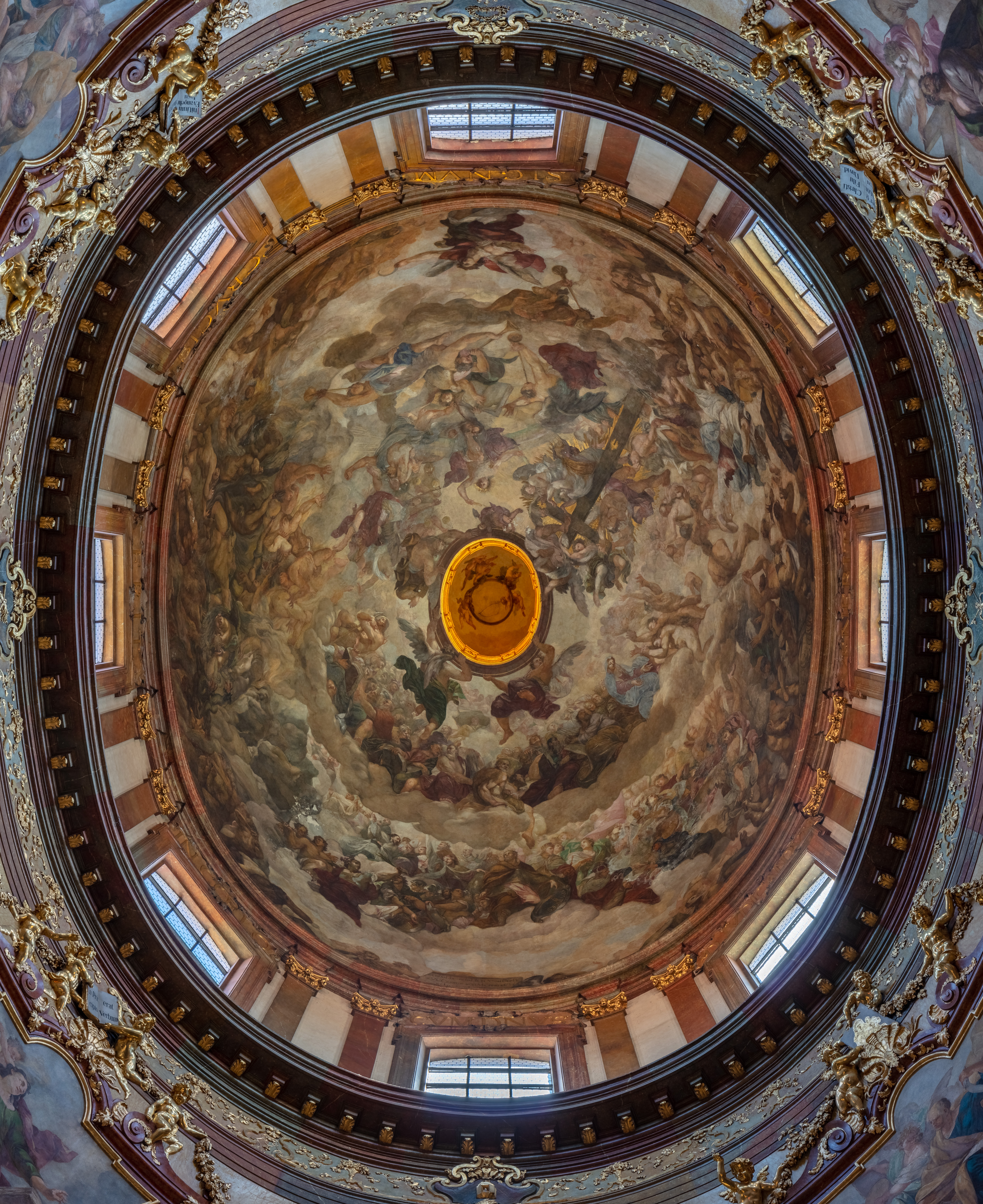
Kopuła kościoła z freskiem Sąd Ostateczny Reinera
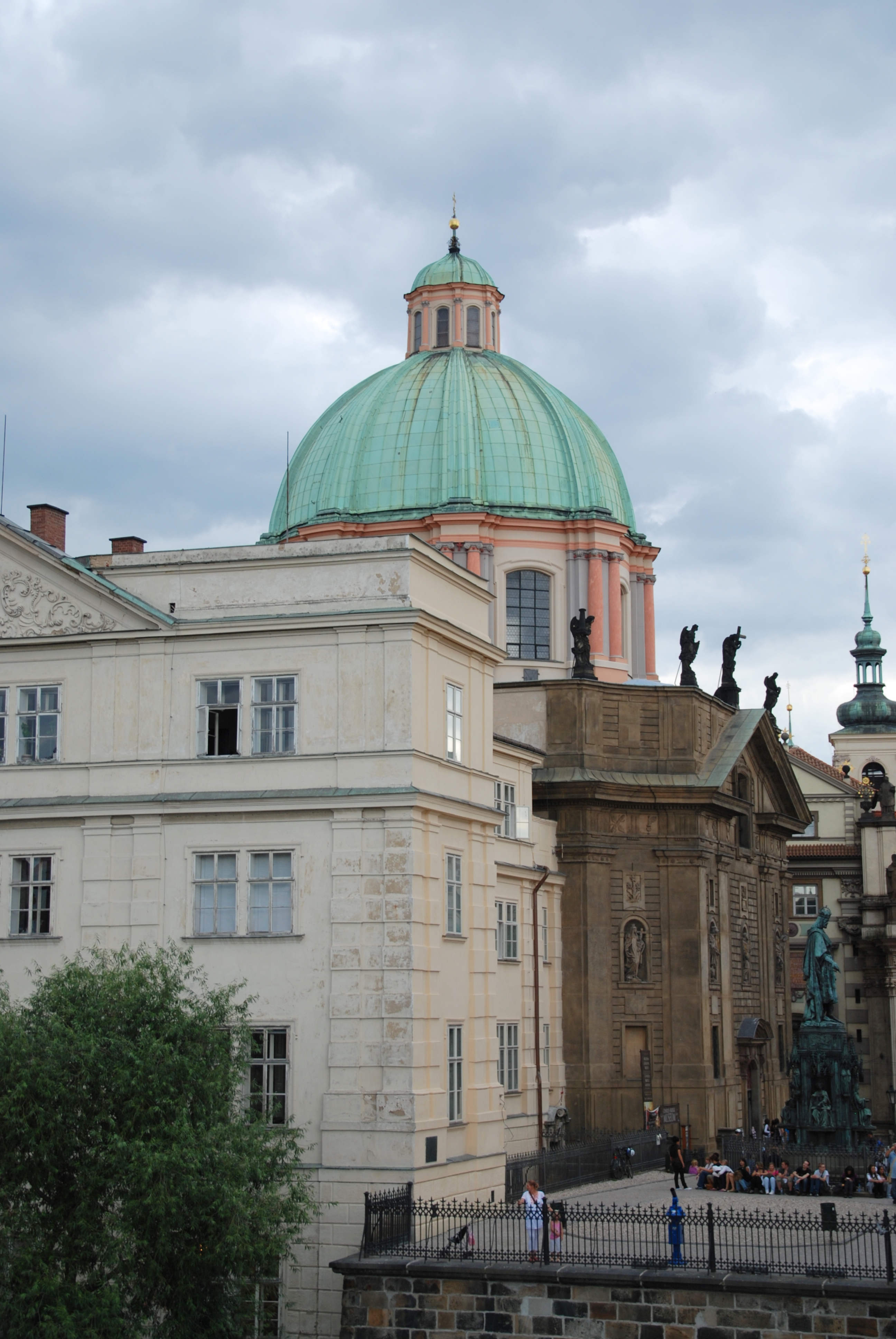
Kościół z budynkiem konwentu krzyżowców; widok z mostu Karola